# ごめんね太陽
『ごめんね太陽』（ごめんねたいよう）は、1993年7月21日に、東芝EMI / EASTWORLDからリリースされた山下久美子の25枚目のシングル。

## 作品概要
前作『いっぱいキスしよう』から約2か月でのリリースとなるシングル。
「ごめんね太陽」は、フジテレビ系『なるほど!ザ・ワールド』エンディングテーマに起用された。
カップリング曲の「Love glitter」は、NTTシンプルコードレス101 TV-CM曲に起用された。

## 収録曲
| 全作曲・編曲: 布袋寅泰。 |                                    |            |            |      |
| #                        | タイトル                           | 作詞       | 作曲・編曲 | 時間 |
| 1.                       | 「ごめんね太陽」                   | 森雪之丞   | 布袋寅泰   | 3:58 |
| 2.                       | 「Love glitter」                   | 山下久美子 | 布袋寅泰   | 4:52 |
| 3.                       | 「ごめんね太陽」(original karaoke) |            | 布袋寅泰   | 3:58 |
| 合計時間:                | 合計時間:                          | 合計時間:  | 12:48      |      |